# L'Île des Miam-nimaux : Tempête de boulettes géantes 2
Pour les articles homonymes, voir Tempête (homonymie).
Série
Tempête de boulettes géantes
(2009)
Pour plus de détails, voir Fiche technique et Distribution.
L'Île des Miam-nimaux : Tempête de boulettes géantes 2 (Cloudy with a Chance of Meatballs 2), ou Il pleut des hamburgers 2 au Québec, est un film d'animation américain réalisé par Cody Cameron et Kris Pearn, sorti en 2013. Il est la suite de Tempête de boulettes géantes sorti en 2009.
Le film suit Flint Lookwood qui reçoit une invitation de son idole Chester V pour venir travailler avec lui dans sa société. Seuls les meilleurs inventeurs du monde entier peuvent y travailler afin d'y développer des technologies avancées. C'est un véritable rêve pour Flint, qui a toujours rêvé d'être reconnu comme grand inventeur. Malheureusement, il se rend vite compte que sa plus célèbre invention (qui transforme l'eau en nourriture) fonctionne toujours mais qu'elle crée à présent des « miam-nimaux », des croisements entre des aliments et des animaux.

## Synopsis
L'histoire commence exactement là où le premier film s’est terminé. Le génie inventeur Flint Lockwood, après avoir détruit sa précieuse invention, le FLDSMDFR, décide de travailler aux côtés de ses amis (Steve, Sam, Tim, Brent, Manny et Earl) pour former leur propre labo de science baptisé Sparkswood. Son idole d'enfance Chester V sous forme d’hologramme, apparaît et l'invite à faire partie de Live Corp où les meilleurs et les plus brillants inventeurs du monde développent des technologies pour le bien de l'humanité à San Franjosé en Californie. Il ordonne aux habitants de quitter l’île pour que ses employés s’occupent de nettoyer toute la nourriture de l’île.
Une fois installé à San Franjosé, Flint commence sa première journée à Live Corp où il est accueilli par le second de Chester, Barb un simien (un orang-outan hautement évolué au cerveau humain). Une cérémonie élira un scientifique comme un cervellonaute (comme Chester V) et Flint s’est mis en tête d'atteindre cet objectif. Après avoir créé plusieurs inventions en 6 mois de création, Flint pense qu'il sera un futur cervellonaute grâce à son Failafêtatouteur, mais il n'est pas choisi lors de la cérémonie et Steve appuie sur son invitation ce qui provoque une explosion de confettis, humiliant Flint devant Chester et tout le public présent.
Flint pense qu'il ne sera jamais un grand inventeur jusqu'à ce qu'il soit rappelé par Chester pour lui dire que son FLDSMDFR (La machine qui transforme l'eau en nourriture), a survécu à l'explosion et qu’il continue de fonctionner en créant maintenant des animaux sous forme de nourriture : "Miam-nimaux" ; et l'informe que les miam-nimaux ont attaqué son équipe de nettoyage et que ces derniers prévoient de nager pour atteindre les continent afin d’envahir le monde. Avec le destin de l'humanité entre les mains, Chester envoie Flint seul dans cette mission dangereuse et lui donne un "MDR USB" et il lui dit qu'avec cette clé, il désactivera le FLDSMDFR et détruira tous les miam-nimaux. Mais Flint demandera de l'aide à ses amis alors que Chester lui avait demandé de n’en parler à personne. En utilisant le bateau de pêche de Tim, Flint et ses amis s'embarquent à Swallow-en-Château. A leur arrivée, ils se rendent compte que l'île a été transformée par la nourriture.
En arrivant sur l'île, Flint demande à son père de les attendre dans le bateau pour sa sécurité pendant que le groupe trouve une fraise vivante  qui ne dit que "N-woo", que Sam nomme "Fraizy" qui mange le "MDR USB", après avoir poursuivi Fraizy, ils observent tous les miam-nimaux que le FLDSMDFR a créés. Flint et ses amis sont ensuite attaqués par une "Chedddaraignée" (une araignée sous forme d’un Cheeseburger avec des frites en guise de pattes et des yeux en sésame), mais ils sont sauvés par Chester et son équipe de sentinelle en cyber armure Après avoir après avoir appris que Flint n’est pas venu seul. Le groupe parvient à récupérer le "MDR USB" dans le ventre de Fraizy.
Pendant ce temps, Tim retrouve son ancien magasin de pêche et commence à se lié d’amitié avec des cornichons indigènes parce qu’ils sont eux aussi fans de sardines comme lui.
Au même moment, Flint se rend dans son laboratoire pour récupérer des pièces afin de localiser le FLDSMDFR, où Chester avertit Flint de se méfier de Brent selon un proverbe mandarin qui dit qu’une "tambouille offerte par petit caïd être bouillon empoisonné " où Flint refuse d’y croire jusqu’au soir où Brent lui propose une tambouille que Flint décline en le jetant mais Sam intervient pour faire comprendre à Flint que Brent a changé.
Le lendemain, ils continuent leur chemin dans la jungle des miam-nimaux où ils sont attaqués par un "Tacodile royal" (crocodile sous forme de tacos) où tout le monde parvient à s'échapper, mais Sam se rend compte que le Tacodile voulait juste protéger ses petits d’eux, ce qui la fait douter de la parole de Chester. Dans le marais de sirop d'érable, Sam dit à Flint que sa serait une erreur d'éliminer les miam-nimaux, ce que Chester met Flint à choisir s'il décide de croire Chester ou Sam, croyant davantage en Chester, Sam s’en alla déçue après lui avec les autres. Lorsque Sam caresse la même Chedddaraignée qui les avait attaquée, celle-ci se montre affectueuse, se demandant pourquoi elle les a attaqués, Manny comprend que Chester a des mauvaises intentions après avoir inversé le mot Live Corp en Evil Corp (car evil veut dire le mal en anglais), ils essaient de le faire savoir à Flint, mais ils sont gelés et capturés par les sentinelles.
Après avoir atteint la montagne de cristaux en sucre, là où se trouve le FLDSMDFR. Flint s’apprête à insérer la clé jusqu’à ce voit sa machine donner naissance à une guimauve amicale et qu’il comprenne que Sam avait raison, mais Chester apparaît et lance le "MDR USB" dans la machine et il est révélé qu'il a en fait re-programmé et que l'intention de Chester était de s'emparer de l'invention de Flint pour lancer sa barre à manger 8.0, parce que la nourriture de l'invention était plus délicieuse que la nourriture ordinaire, après quoi Chester jette Flint dans l'eau avant d’emporter le FLDSMDFR dans son usine installée sur l’île.
Flint survit à la chute grâce à un banc de guimauve qui le ramène auprès de son père pour lui expliquer l'erreur qu'il a commise, Fraizy arrive pour faire appeler tous les miam-nimaux pour aider en mentionnant à nouveau "N-woo" ou Flint comprend que les miam-nimaux  le considère comme leur créateur. Avec l'aide de tous, Flint et Fraizy arrivent au laboratoire de Chester, où Fraizy libère les autres miam-nimaux prisonniers et Flint les aide à s'échapper par l'intermédiaire du Livradomicileateur mais les sentinelles arrivent et gèlent le portail et une grande et féroce bataille commence, dans le combat Fraizy prend le contrôle d'une armure de Sentinelle et se bat courageusement contre eux.
Flint affronte Chester et celui-ci lui montre ses amis prisonniers, et Chester explique à Flint parce qu'il voulait son invention, Chester ordonne à Barb de jeter les amis de Flint dans la machine à barres nutritives, mais quand elle se met à dire son opinion, Chester la traite de singe et la vire, il utilise la télécommande pour jeter les amis de Flint dans la machine, Flint essaie de l'enlever mais Chester fait apparaître ses hologrammes et s’y fond, mais Flint utilise son Failafêtatouteur pour provoquer une explosion de confettis pour trouver le vrai Chester, pour que Flint récupère la télécommande pour sauver ses amis à temps. Chester essaye de s’enfuir avec le FLDSMDFR, mais tous les miam-nimaux encerclent Chester. Pris au piège, Chester demande à son "singe " de l’aider mais Barb, qui ne supporte plus d’être considéré comme un simple singe, lui vole la machine alors Chester tombe dans la machine à barres nutritives où même ses hologrammes ne peuvent le sauver et finit par être avalé par la Chedddaraignée. Bard rend le FLDSMDFR  à Flint où il le ramène à sa place pour qu'elle continue à fonctionner et demande à ses amis de travailler à nouveau ensemble et ils acceptent tous Barb.
Finalement, Flint demande à son père de lui apprendre à pêcher et là, il pêche son premier poisson, le film se termine après que tout le monde s'est retrouvé dans le bateau de Tim et qu'un arc-en-ciel apparait sur l'île.

## Fiche technique
- Titre : L'Île des Miam-nimaux : Tempête de boulettes géantes 2 (initialement intitulé Tempête de boulettes géantes 2[1])
- Titre québécois : Il pleut des hamburgers 2
- Titre original : Cloudy with a Chance of Meatballs 2
- Réalisation : Cody Cameron et Kris Pearn
- Scénario : Erica Rivinoja, John Francis Daley et Jonathan M. Goldstein d'après une histoire originale d’Erica Rivinoja, Phil Lord et Christopher Miller basée sur le livre original de Judi Barrett et de Ron Barrett
- Musique : Mark Mothersbaugh
- Montage : Stan Webb
- Production : Kirk Bodyfelt
  - Production exécutive : Chris Miller et Phil Lord
- Sociétés de production : Columbia Pictures et Sony Pictures Animation
- Société de distribution : Columbia Pictures
- Pays d'origine :  États-Unis
- Langue originale : anglais
- Durée : 95 minutes
- Dates de sortie :
  - Canada, États-Unis : 27 septembre 2013
  - France : 5 février 2014

## Distribution

### Voix originales
- Bill Hader : Flint Lockwood
- Anna Faris : Samantha Sparks
- James Caan : Tim Lockwood
- Andy Samberg : Brent McHale

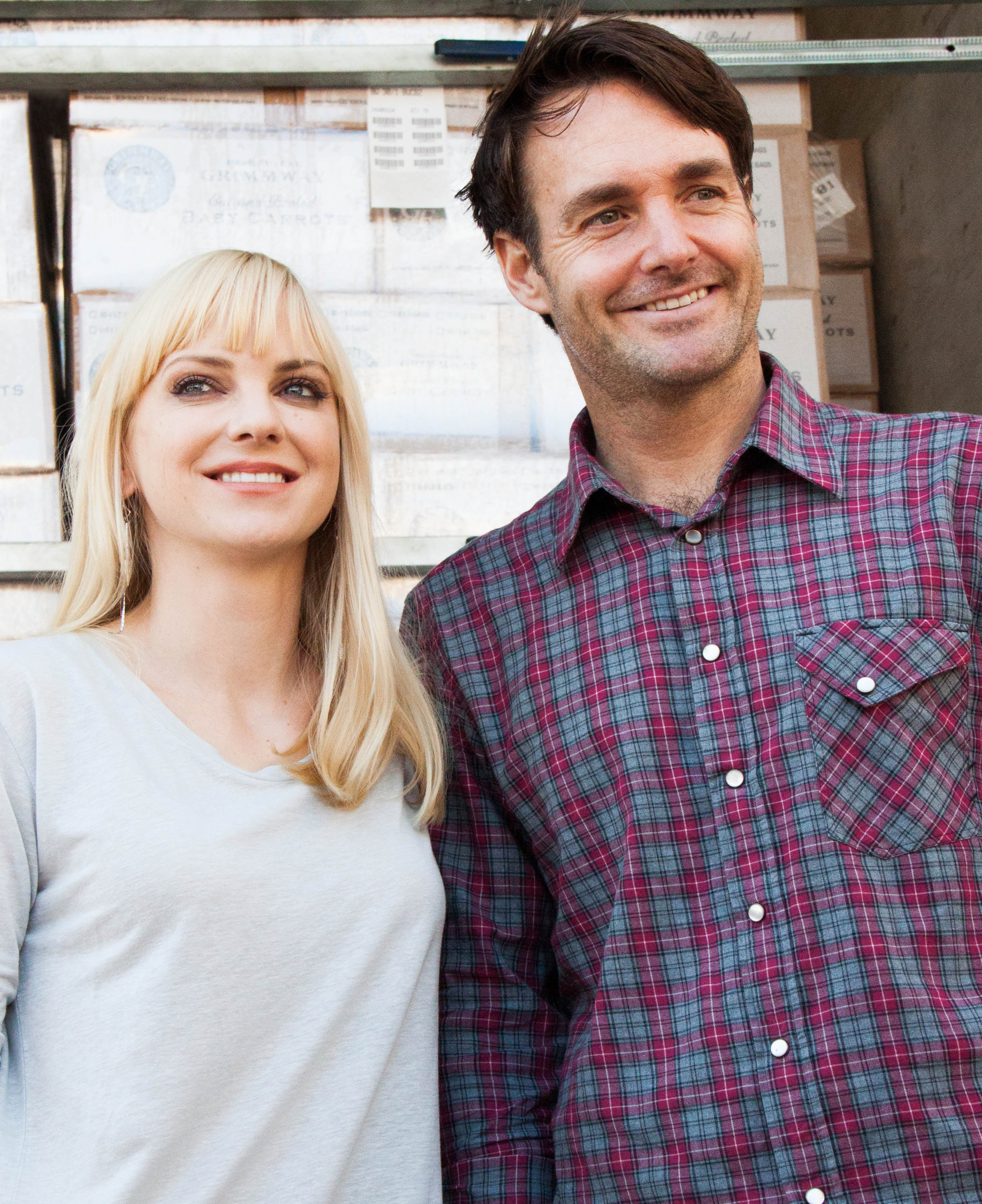
Les acteurs Anna Faris et Will Forte pour la promotion du film, en septembre 2013.

- Neil Patrick Harris : Steve, le singe savant
- Benjamin Bratt : Manny
- Terry Crews : Earl Devereaux
- Will Forte : Chester V
- Kristen Schaal : Barb

### Voix françaises
- Jonathan Lambert : Flint Lockwood[2]
- Pauline Lefèvre : Sam Sparks[2]
- Cyril Lignac : Manny[2]
- Stanislas Forlani : Steve
- Pierre-François Pistorio : Chester V
- Paul Borne : Tim Lockwood
- Charles Pestel : Brent
- Frantz Confiac : Earl Devereaux
- Barbara Beretta : Barb
- Jules Timmerman : Carl Devereaux
- Hugues Boucher
- Bertrand Dingé
- Nathalie Kanoui
- Sébastien Ossard
- Karine Texier

### Voix québécoises
- Éric Bruneau : Flint Lockwood[3]
- Ariane-Li Simard-Côté : Sam Sparks
- Guy Nadon : Tim Lockwood
- Frédérik Zacharek : Brent McHale
- Patrick Bâti : Earl Devereaux
- Manuel Tadros : Manny
- Daniel Lesourd : Steve, le singe savant
- Yves Soutière : Chester V
- Aline Pinsonneault : Barb

## Distinctions
Dans la version japonaise, le groupe TEMPURA KIDZ propose une chanson "Tabechaitaino" et interprète Marshmellow.

### Nominations
- Satellite Awards 2013 : meilleur film d'animation